# August Weber (Architekt, 1836)
August Weber (auch: А́вгуст Его́рович Ве́бер (Awgust Jegorowitsch Weber); * 29. Dezember 1836 in Prag; † 16. August 1903 in Moskau)  war ein österreichischer Architekt, der überwiegend in Russland tätig war. Er hat das Moskauer Stadtbild entscheidend geprägt. In Österreich errichtete er das Künstlerhaus und das Gartenbaugebäude, zwei frühe Bauwerke der Wiener Ringstraßenära.

## Leben und Werk

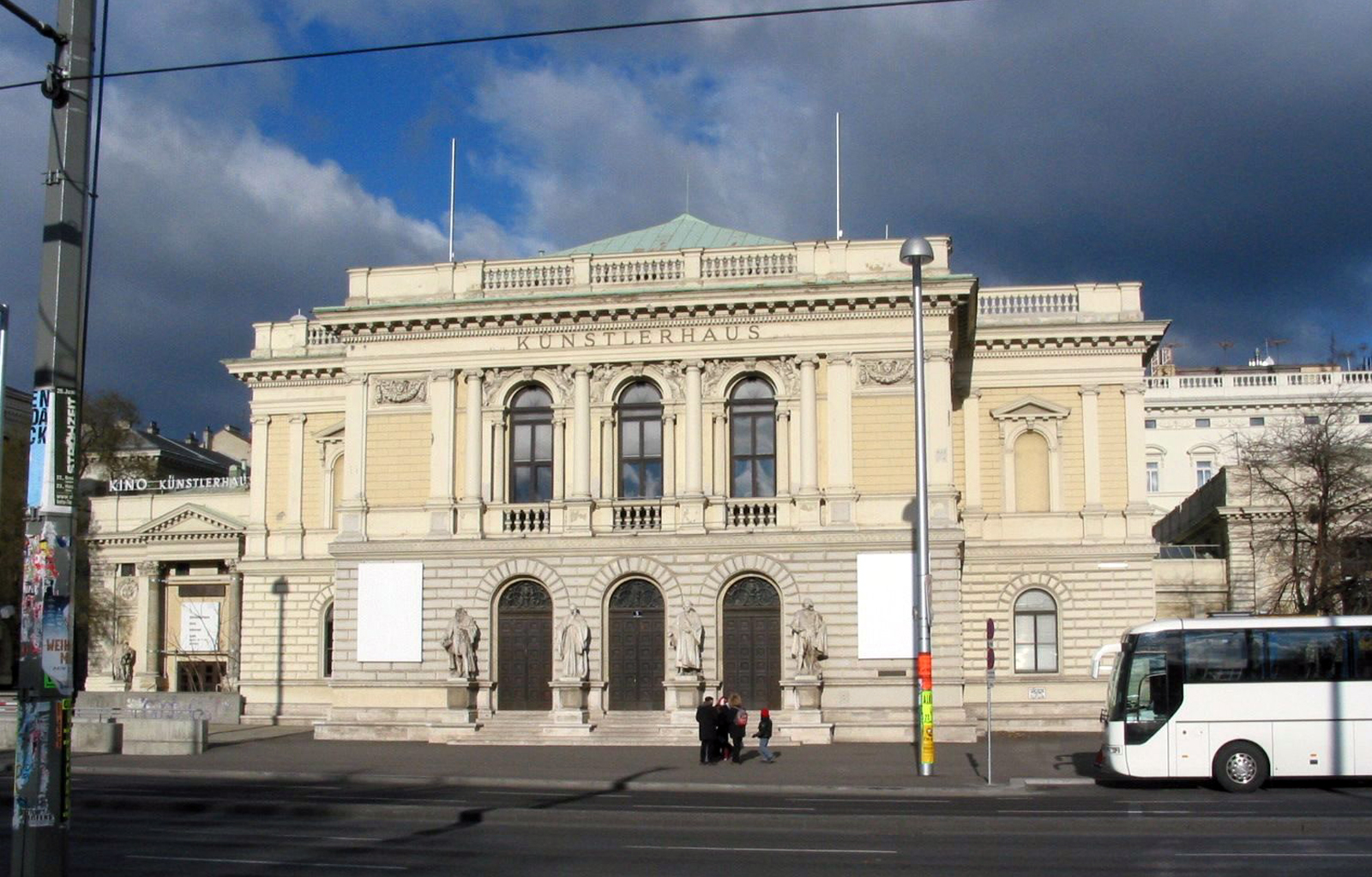
Wiener Künstlerhaus, Zentralteil von August Weber

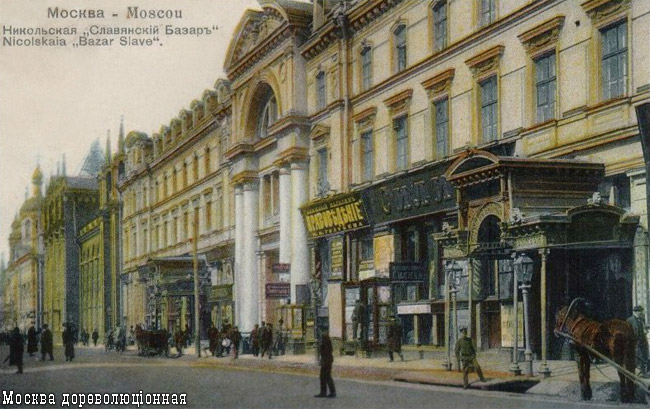
Nikolskaya Straße, Moskau, Slaviansky Bazar und Hotel, gebaut von August Weber, Postkarte um 1900

Weber studierte an der Wiener Akademie Architektur. Durch eine Einladung des russischen Unternehmers A. A. Porochowschtschikow gelangte er 1871 nach Moskau. Hier eröffnete er mit dem russischen Architekten Alexander Kaminski ein eigenes Architekturbüro. Weber verwirklichte in Moskau zahlreiche Bauten und Umbauten. In dieser Zeit arbeitete er mit dem russischen Architekten Iwan Maschkow zusammen. Aufgrund der zunehmenden Bebauungsverdichtung im Zentrum Moskaus sind nur wenige von Webers meist relativ niedrigen Bauten original erhalten, vielfach kam es zu Umbauten und Aufstockungen. Weber wurde nach seinem Tod auf dem Wwedenskoje-Friedhof beerdigt.

## Bauwerke (Auswahl)
- Gartenbaugebäude, Wien 1863–64
- Künstlerhaus Wien 1865–68
- Feinkostladen Jelissejew (Moskau), Umbau von 1874
- Kathedrale St. Peter und Paul (Moskau)